# جهانگیر خان (بازیکن فوتبال)
جهانگیر خان (عربی: جهانجير خان؛ زادهٔ ۳ اکتبر ۲۰۰۰) بازیکن فوتبال است.
وی همچنین در تیم‌های ملی فوتبال هنگ کنگ و زیر ۲۳ سال هنگ کنگ بازی کرده‌است.